# Khalifa Airways
Pour les articles homonymes, voir Khalifa.
Khalifa Airways (Code AITA : K6 ; code OACI : KZW), était une compagnie aérienne pour passagers et cargo basée à Alger en Algérie, fondée en juin 1999 par Rafik Khalifa. Elle a cessé son activité en 2003.

## Histoire

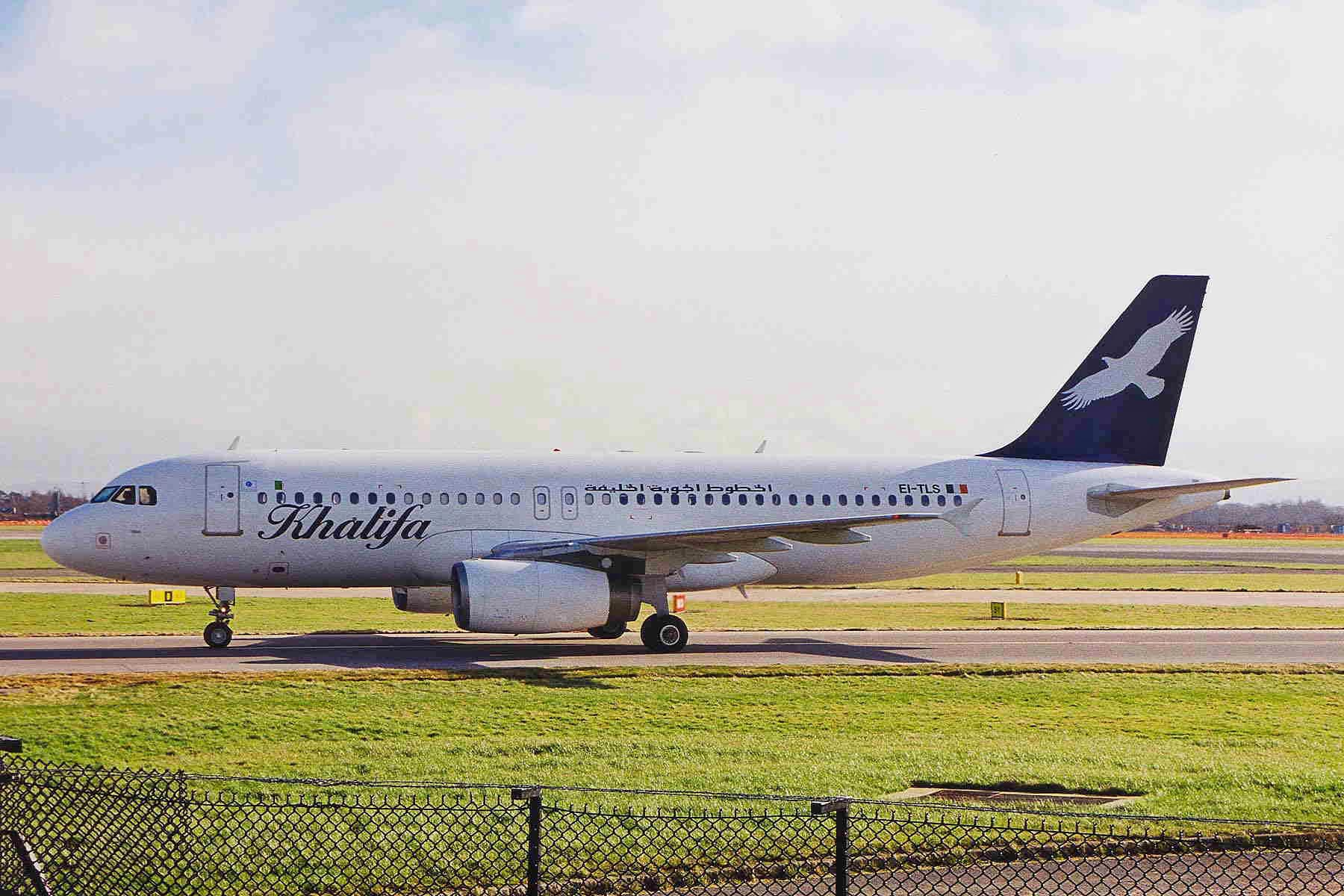
Airbus A320 de Khalifa Airways

Khalifa Airways a été fondée par Rafik Khalifa en juin 1999. L'autorisation d'exploitation a été donnée par le gouvernement algérien en août 1999, les opérations ont commencé le même mois. Fin l'année, Khalifa Airways loue un Boeing 737-400 de Pegasus Airlines. 
En 2001, Khalifa Airways commande trois Airbus A340-300, ainsi que cinq A330-200 et dix A320, dont la livraison est prévue en 2004. 
Khalifa Airways a arrêté la plupart de ses vols mi-mars 2003, après ne pas avoir payé ses créanciers. Il fut rapporté dans la presse que la compagnie n'opérait qu'« une douzaine d'appareils maximum », sur les 30 appartenant à la flotte. La Lufthansa et Pegasus Airlines (4 Boeing 737) ont réclamé le retour de leurs appareils qui avaient été loués par la compagnie. Les appareils commandés ont été annulés. La Banque d'Algérie a également nommé un administrateur pour gérer les affaires de El Khalifa Bank (une autre société propriété de Rafik Khalifa), tout en refusant des fonds à la compagnie pour payer les assurances et les factures. 
En avril 2003, les 8 appareils restants n'ont pas pu voler, du fait de l'expiration des contrats d'assurance. La filiale française de Khalifa Airways a été liquidée judiciairement par le tribunal de commerce de Nanterre le 10 juillet 2003, après que la compagnie n'a pu payer les 5 millions d'euros de dettes aux créanciers.
Le 22 mars 2007, le journal International Herald Tribune indique que le fondateur de la compagnie Rafik Khalifa a été reconnu coupable et a été condamné à perpétuité pour sa complicité dans les échecs d'El Khalifa Bank et des compagnies associées, Khalifa Airways incluse.

## Destinations
En 2002, les destinations suivantes étaient assurées :
- Alger
- Bâle-Mulhouse
- Lyon
- Lille
- Nantes
- Johannesbourg
- Dubaï
- Marseille
- Londres Gatwick
- Oran
- Annaba
- Batna
- Constantine
- Bou-Saâda
- Béchar
- Tindouf
- Mécheria
- El Oued
- Tébessa
- Adrar
- Ghardaïa
- Timimoun
- Tamanghasset
- Jijel
- Béjaïa
- Sétif
- Tiaret
- Berlin
- Séoul
- Toronto
- Moroni
- New York
- Beyrouth

## Flotte

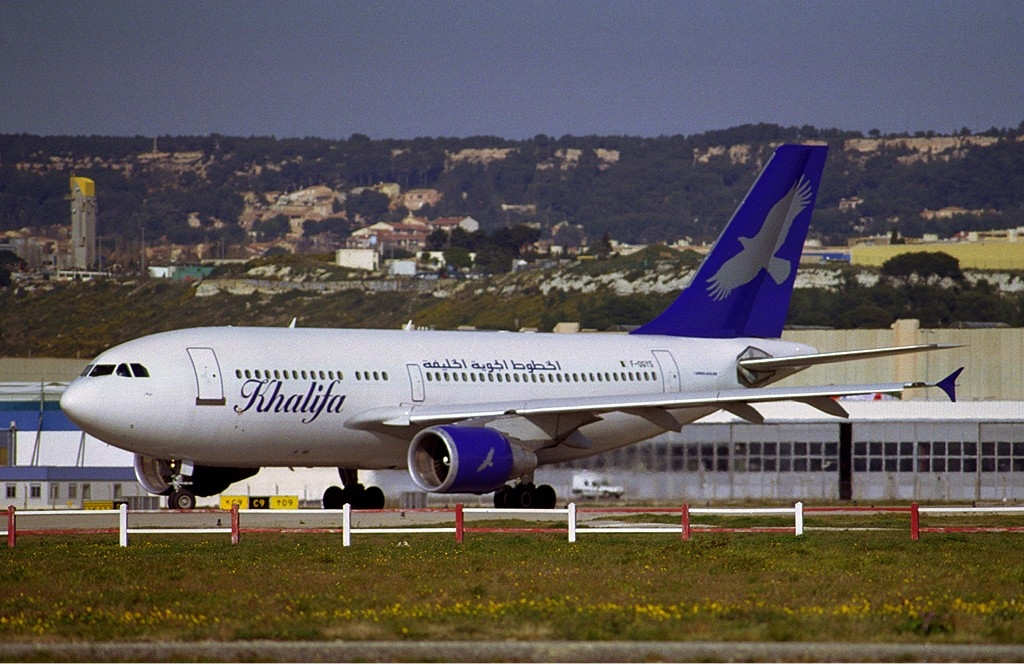
Airbus A310-300 de Khalifa Airways

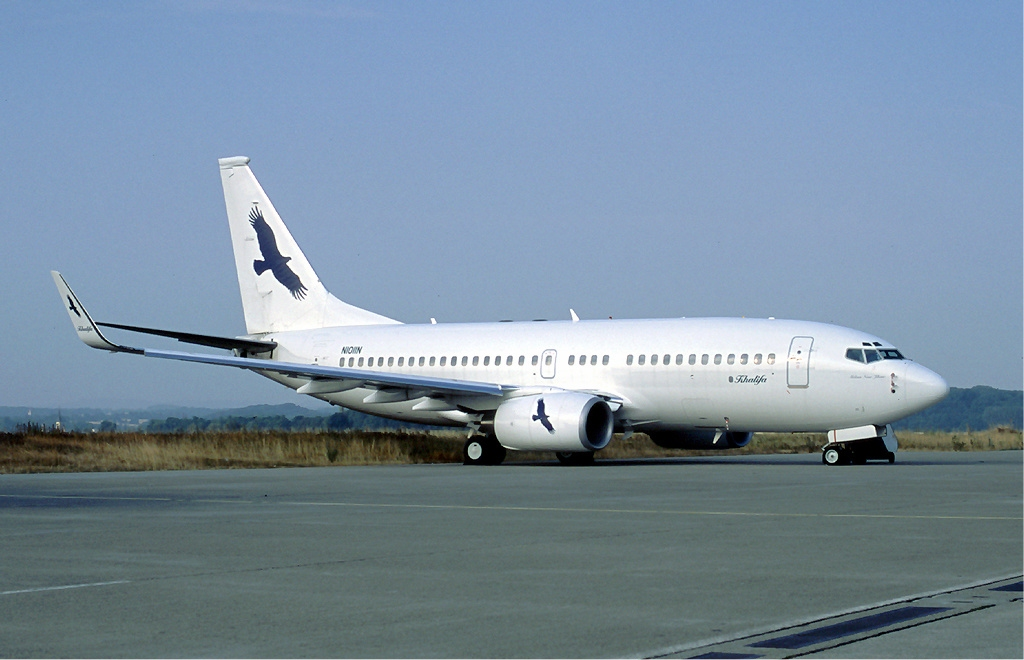
Boeing 737-700 de Khalifa Airways

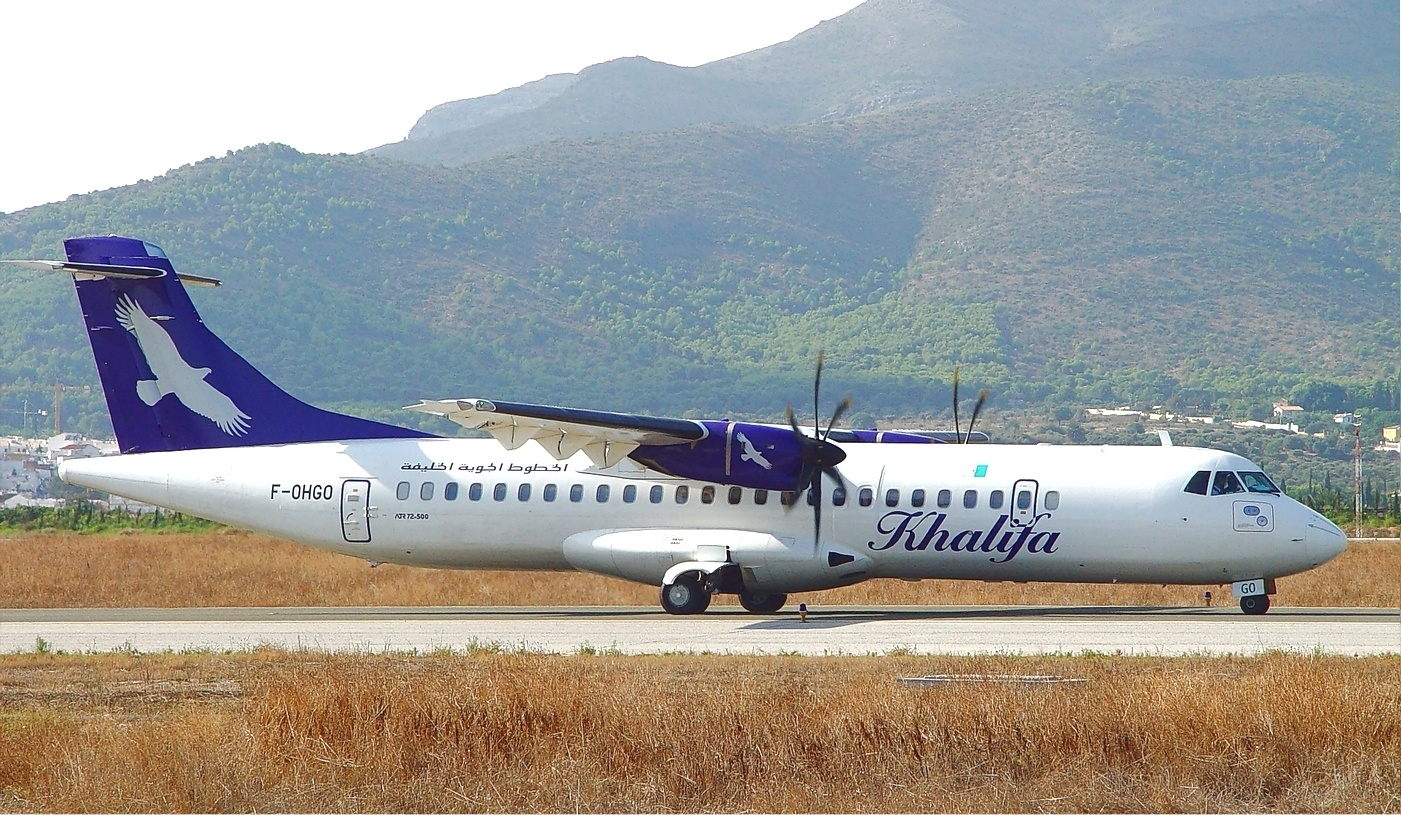
ATR 72-500 de Khalifa Airways

En 2002, Khalifa Airways exploitait une flotte de 37 avions :
- 2 Airbus A300-600 (Cargo)
- 8 Airbus A310-300
- 4 Airbus A319-100
- 4 Airbus A320-200
- 2 Airbus A330-300
- 3 Airbus A340-300
- 6 Boeing 737-400
- 2 Boeing 737-700
- 2 Boeing 737-800
- 2 Boeing 777-200
- 4 ATR 42
- 6 ATR 72
- 1 Bombardier Challenger 604

## Publicité et sponsoring
Khalifa Airways était le sponsor principal de l'Olympique de Marseille de 2001 à 2003. 
La compagnie sponsorise également le club de rugby du Club athlétique Bordeaux Bègles Gironde de 2002 à 2003, ou encore de l'écurie automobile Paul Belmondo Racing[réf. souhaitée].